# Гороховский (Вологодская область)
Гороховский — починок в Никольском районе Вологодской области.
Входит в состав Пермасского сельского поселения, с точки зрения административно-территориального деления — в Пермасский сельсовет.
Расстояние по автодороге до районного центра Никольска — 55 км, до центра муниципального образования Пермаса — 27 км. Ближайшие населённые пункты — Куданга, Калауз, Кудангский.
По переписи 2002 года население — 9 человек.